# Клён бархатистый
Клён бархатистый (лат. Acer velutinum) — вид листопадных деревьев рода клен семейства сапиндовых.

## Распространение
Ареал вида охватывает Грузию, Азербайджан и Иран. Произрастает в гирканских лесах.

## Описание
Довольно высокое дерево, высота до 40 метров. Диаметр ствола более 1 метра. У дерева пятипалые листья, типичные для кленов.

## Таксономия
Вид был впервые описан швейцарским ботаником и путешественником Пьером Эдмоном Буасье в 1845 году.